# Bisturí
El bisturí o escalpel, també anomenat llanceta o ganivet de cirurgià, és un instrument en forma de ganivet petit, de fulla fina i punxeguda, d'un o dos marges tallants, que s'usa des de fa milers d'anys en rituals de curació o religiosos, procediments de cirurgia, disseccions anatòmiques, autòpsies o viviseccions.
També és un instrument molt usat en artesania, treballs manuals i en general en aquelles activitats o arts en què calen talls fins i precisos.
Alguns consideren que el terme bisturí es refereix específicament a l'instrument on la fulla és removible i intercanviable o retràctil respecte al mànec i que escalpel és aquell amb el full fix o amb la part tallant fent cos amb el mànec.

## Etimologia
El terme escalpel ve de la paraula llatina scalpellum, derivada del verb scalpere que significa tallar o incidir. Tant scalper o scalprum com scalpellum tenien una gran abundància d'usos en els texts de la medicina antiga. Inclús en la literatura llatina hi ha constància d'aquest vocable quirúrgic, el qual donava nom en un principi a una eina no exclusiva de la professió mèdica. Els escalpel·lomorfs reben la seva denominació taxonòmica a causa de la forma allargada i l'extrem punxegut que tenen els crustacis d'aquest subordre. El terme bisturí s'usa en castellà des del segle xv provinent del terme francès bistouri usat per designar un punyal o petit ganivet i que al seu torn, segons alguns lingüistes, prové del nom de Pistorio (en francès) o Pistoia, ciutat italiana famosa per la seva fàbrica de punyals, escalpels o "pistorinos".

## Tipus de bisturí
- Bisturí mèdic clàssic:[9] La forma i mida dels bisturís quirúrgics tradicionals depenen de l'ús i del lloc anatòmic on són necessaris.[10] Poden tenir una fulla fixa o d'un sol ús. Per ser instruments essencialment de tall o incisió es fabriquen amb fulles extremadament afilades.[11] La fulla normalment és plana i recta, permetent realitzar fàcilment talls rectes o en línia i en cas dels de fulla fixa aquesta generalment es corba gradualment per a una major precisió. Les fulles intercanviables tenen una ranura central per encaixar en el mànec i es distingeixen amb números per la seva forma segons el tipus de tall que es vol fer. Els mànecs són lleugerament corrugats o amb molts solcs de subjecció i són igualment numerats de l'1 al 15, sent els més usats els No 3 (també anomenat Bard-Parker o estàndard),[12] No 4 i No 7. Els mànecs de fulla intercanviable són metàl·lics però existeixen d'un sol ús de material plàstic,[13] alguns de disseny ergonòmic.[14] Els bisturís de doble fulla es fan servir freqüentment en la cirurgia de Mohs[15][16] i els de fulla oculta s'empren en determinades operacions de cirurgia plàstica.[17] Units a un compàs serveixen per fer talls circulars.[18] Avui dia, la pràctica en les vasectomies de les tradicionals incisions amb bisturí pot ser substituïda per petites perforacions a la pell que es fan inserint unes agulles especials.[19]

Rares vegades, durant un acte quirúrgic la fulla del bisturí es trenca i cal extreure-la ràpidament amb molta cura, emprant si és necessari control robòtic d'ajut per a la seva localització. Pels prosectors i cirurgians que les utilitzen, les fulles dels bisturís també poden ser l'origen de lesions de gravetat diversa si no es tenen en compte les mesures de seguretat oportunes. Per tal de prevenir la contaminació de la fulla del bisturí amb bacteris presents a la pell quan es fa el primer tall quirúrgic cutani, hi ha cirurgians que recomanen evitar el seu ús durant la resta de la operació, una pràctica que redueix el risc de desenvolupament posterior d'infeccions profundes.
- Bisturí de diamant: creat pel científic i metge veneçolà Humberto Fernández Morán,[26] la fulla fabricada amb diamant s'empra en microcirurgia com l'oftalmològica.[27] També s'utilitza en microscòpia electrònica per a realitzar talls ultrafins amb micròtom de diversos materials,[28] des de teixits biològics fins a mostres lunars portades a la Terra per astronautes. Alguns orfebres l'utilitzen per seccionar trams necessaris de materials tous, com la plata.

A més dels bisturís metàl·lics convencionals hi ha altres instruments per tallar o fer dièresi o dissecció quirúrgica i que per la tecnologia incorporada permeten fer hemostàsia mitjançant cauterització en forma simultània al tall, els quals són: 

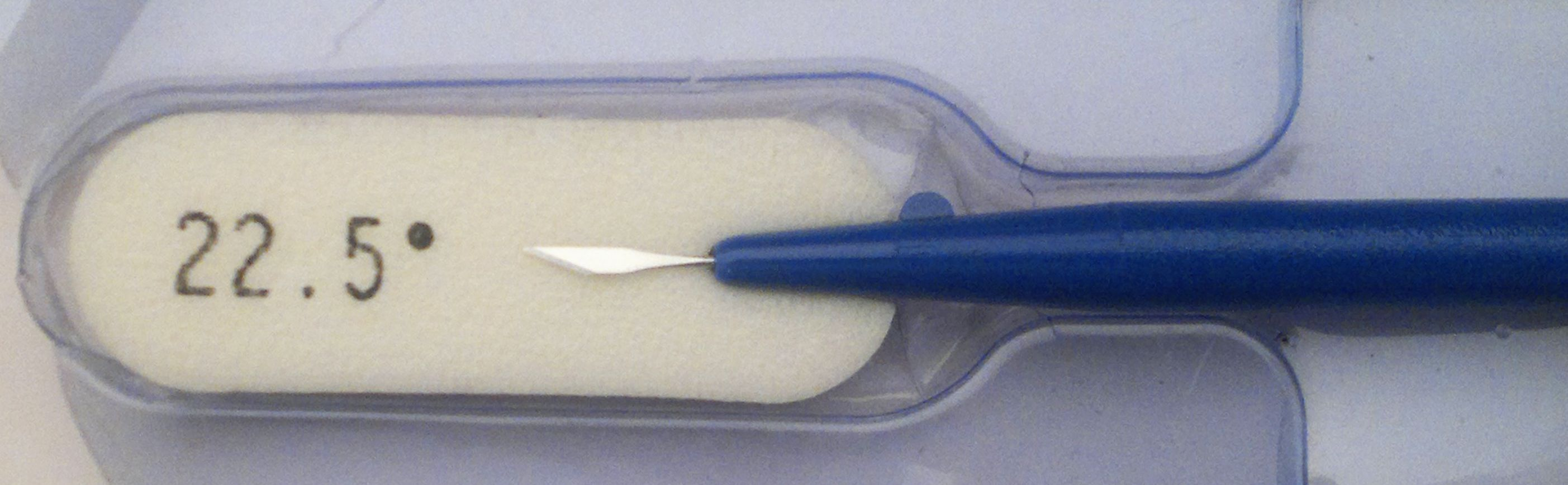
Bisturí de 22.5º, per microcirurgia

- Bisturí elèctric o electrobisturí: pot ser de modalitat unipolar o bipolar segons els diferents tipus d'energia que aplica.[29]
- Bisturís de raigs gamma (Gamma-Knife),[30] raigs X (X-Knife)[31] o de protons:[32] que pròpiament són formes de radioteràpia concentrada en dosis altes i úniques (Vegeu Radiocirurgia).[33]
- Bisturí harmònic: usa ultrasons.[34][35] S'empra, de vegades, en determinades intervencions microquirúrgiques[36] i en les colecistectomies laparoscòpiques.[37][38]
- Bisturí làser: usa diferents tipus de làser: YAG,[39] de CO₂,[40] o KTP.[41]